# 장수 호룡보루
장수 호룡보루(長水 虎龍堡壘)는 대한민국 전북특별자치도 장수군 산서면에 있는 전쟁관련시설이다. 2005년 6월 18일 대한민국의 국가등록문화재 제190호로 지정되었다.

## 개요
이 시설물은 남북 분단 후 민주주의와 공산주의가 대립하던 시기에 공산당 세력의 만행으로부터 마을을 지키기 위해 축조한 보루이다. 석재를 사용하여 벽체를 축조하였으며, 벽체 중간마다 총구를 내었는데, 상·중·하단에 각각 4개의 총구를 엇갈리도록 설치하여 사방을 감시할 수 있도록 하였다. 한국전쟁 직후 향토방위대가 이곳에서 경찰과 함께 지리산 빨치산에 대적해 전투를 벌여 승리를 거두는 등 광복 이후 무력 충돌로 치닫던 이념 대결의 역사를 생생하게 보여준다.

## 참고 자료
- 장수 호룡보루 - 국가유산청 국가유산포털